# Chiesa di San Rocco (Bergamo, Centro)
La chiesa di San Rocco è un luogo di culto cattolico di Bergamo posto in via Broseta in quello che anticamente era borgo San Leonardo.

## Storia
La chiesa fu costruita nella seconda metà del XV secolo per volontà degli abitanti il territorio che volevano adempiere a un voto devozionale a san Rocco, protettore della peste, malattia che stava decimando la popolazione, nella zona periferica di Bergamo dedicata alla coltivazione di ortaggi di proprietà di un certo Leonardo Zambla e in prossimità di piazza della Legna, poi piazza Pontida, 
I cittadini fecero il voto di costruire un edificio di culto “In onore di Dio e dei Santi Rocco e Sebastiano”. La documentazione presente negli archivi di Bergamo dal 1540 la indicano edificata tra il 1481 e il 1520 La devozione a san Rocco era molto sentita nella città orobica come in tutto il territorio bergamasco.
La chiesa era sede della confraternita dei disciplini verdi che avevano il loro luogo d'incontro in una sala ubicata dietro l'altare maggiore. Il colore verde della confraternita, era dato dalla tintura che veniva adoperata nell'opificio posto in prossimità della roggia.

L'edificio fu completamente rinnovato nel ventennio 1630-1650 e nuovamente nel XVIII secolo. Questi interventi non portarono un cambiamento strutturale dell'edificio, che risulta mantenere la pianta originale, come testimonierebbero affreschi ritrovati dai lavori di restauro nel Novecento, ma ne modificarono l'aspetto interno portando la chiesa ad avere inizialmente il soffitto ligneo a capanna, successivamente a volta e nel 1759 l'aggiunta nella cupola.  Questo non è concordante con la cartina disegnata da Alvise Cima del XVII secolo che raffigura la chiesa affacciata sulla roggia Serio, con un piccolo campanile avente tre aperture, il tetto a capanna spiovente, due aperture laterali e un grande rosone centrale. La cartina disegna un accesso laterale non identificabile in quello usato dai membri della confraternita.
Dagli atti della visita pastorale dell'arciprete di Milano san Carlo Borromeo del 1575, si evince che ordinò la copertura dell'altare maggiore che era mancante di ornamenti, con la posa della pietra sacra, nonché la chiusura dell'accesso alla parte presbiteriale con una cancello di ferro con la rimozione degli scranni posti al suo ingresso. Nel 1630 venne creata la copertura a volta dell'aula che nascose quella lignea del tetto. Il 1713 furono collocati gli orologi sulla facciata. Il primo posto a destra funzionante, fu posto dagli allora sindaci del borgo e indica le dodici ore e i giorni del mese, mentre quello a sinistra indicava i giorni della settimana i mesi dell'anno e le dodici ore, l'orologio doveva regolamentare i turni d'irrigazione dei numerosi orti presenti nel rione.

La seconda metà del Settecento vide importanti lavori di ristrutturazione con l'ampliamento della sagrestia dopo l'acquisizione dei locali da un certo abate Mazzonali e l'aggiunta della cupola costruita nel 1759. La torre campanaria fu donata di due nuove campane completandone il concerto di cinque e fu costruito il nuovo altare maggiore, forse dalla bottega di Bartolomeo Manni.
Nel XX secolo l'edificio fu restaurato una prima volta su progetto di Elia Fornoni nel 1914, e nuovamente su progetto dell'ingegnere Luigi Angelini e Dante Fornoni nel 1931.

## Descrizione

### Esterno
La chiesa anticamente si affacciava sul fossatum comunis Pergami, così era infatti chiamata la roggia Serio inferiore vicina alla torre sudoccidentale delle Muraine. L'architettura della facciata aveva molte connessioni con quella della chiesa del monastero benedettino di Bergamo, con due grandi finestre laterali e il rosone centrale, per questo motivo sono avvalorate le ipotesi di monsignor Mario Lumina che interventi sull'edificio furono progettati da Pietro Isabello.
La chiesa che si affaccia direttamente su via Broseta, è preceduta da un ambulacro a sei campate con colonne complete di base e capitelli a due mezze di marmo di Zandobbio costruito nel 1482. Dal passaggio si accede all'interno dall'ingresso centrale e dai due laterali di minore ampiezza. Il colonnato sorregge l'intera facciata dell'edificio che prosegue con una cornice marcapiano in cotto sagomato, e da un ulteriore cornicione sempre in cotto. La parte superiore è divisa in tre sezioni demarcate da lesene in cotto, quella centrale più alta delle altre due. Le due laterali terminano con timpano triangolare spezzato e pinnacolo centrale. Nella parte centrale delle sezioni vi sono due edicole aperte con nicchia dove, sono collocati i due orologi. Nel settore centrale le lesene reggono la cornice marcapiano e l'architrave curvilineo sempre in cotto. Segue la sezione la copertura a canale con croce ferrea.

### Interno

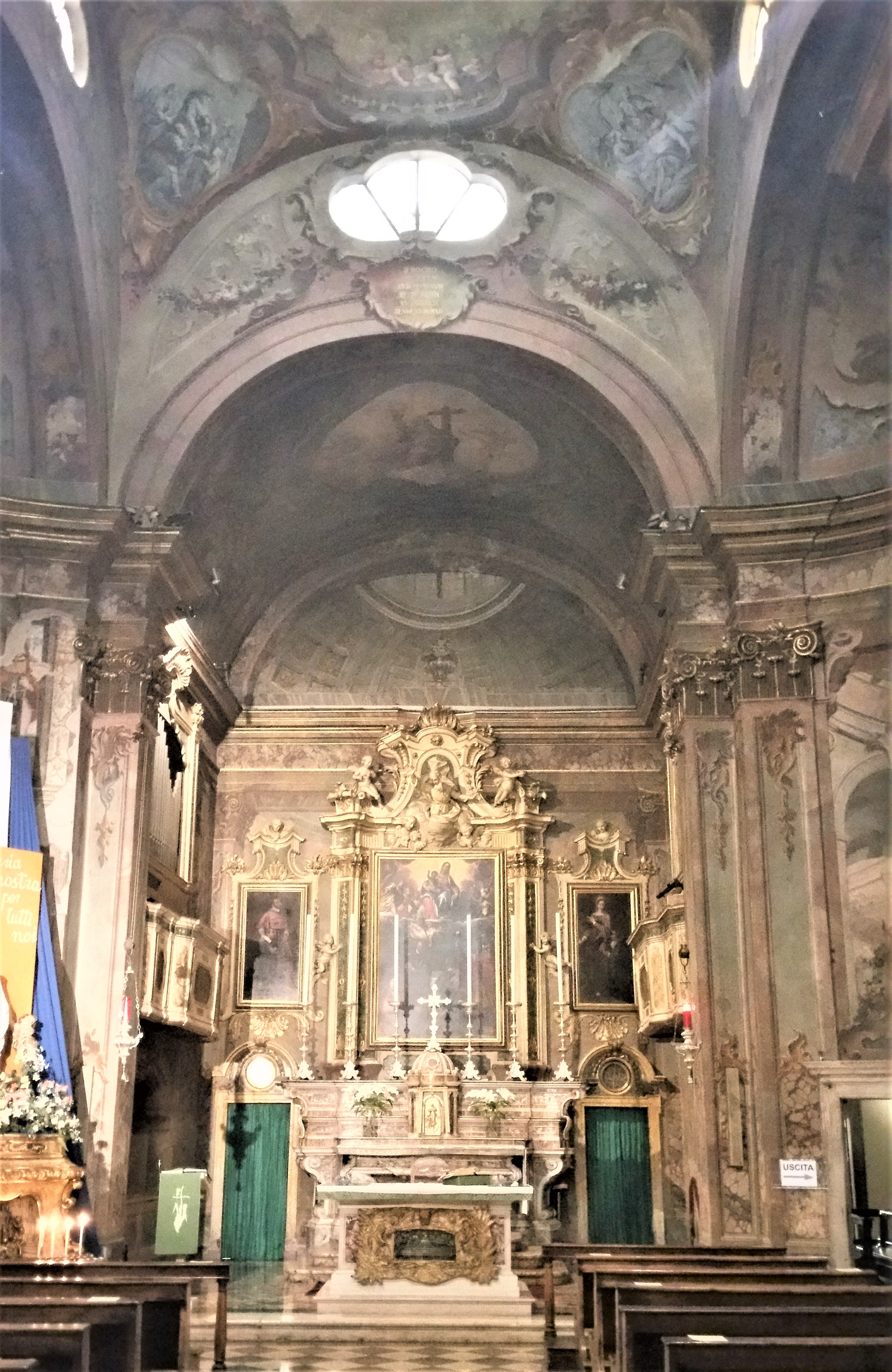
L'altare maggiore

L'aula della chiesa a croce latina, si presenta divisa in quattro campate da lesene in muratura terminanti da capitelli in stucco corinzi che sorreggono la trabeazione e il cornicione superiore che corre su tutta l'aula e che prosegue con la volta a botte. La prima campata è composta dalla cantoria collocata sopra il porticato esterno. Questa è ben illuminata dalla finestra posta sulla facciata. Nella seconda vi sono due confessionali lignei in spazi predisposti.

Nella terza a destra vi è la tela della sacra conversazione raffigurante Madonna in trono col Bambino e santi Battista, Carlo, Francesco, mentre a sinistra la cappella di maggiori dimensioni con presbiterio delimitato da balaustra e altare con ancona marmorea, la cappella è intitolata ai santi Fermo e Antonio da Padova e conserva l'affresco della Madonna della Neve inserita nel dipinto Santi protettori Antonio di Padova e Fermo raffigurante i titolari lavoro di Gian Giacomo Barbelli del 1652. L'ultima campata ospita a sinistra il pulpito ligneo a sinistra. La presenza della cappella dedicata alla Madonna della Neve è da considerare con la devozione dei disciplini verdi che ne avevano il giuspatronato come scrisse Giovanni Da Lezze nel 1596:
S.to Leonardo […] chiesa S.to Roccho disciplini vestiti di verde con la devozione della Madonna della Neve et entrada de circa scudi 50
Dalla navata si accede al transetto che ospita, ai lati, due cappelle a pianta semicircolare con copertura centralmente a tazza a vela poggiante su un tamburo a pianta quadrata, nelle pareti del quale sono ricavate quattro finestre conformate a tre lobi. Il braccio a sinistra ha la cappella dedicata a san Francesco Saverio con altare e ancona che conserva nella nicchia la statua del santo mentre quella di destra dedicata alla Madonna della Pietà. Su questo lato vi sono le aperture che conducono sia ai locali della sagrestia che della cantoria nonché a quella che era la cappella della confraternita. Questa a pianta rettangolare e illuminata da due aperture ha un altare ligneo con tiburio dedicato all'Amore di Gesù e alla Madonna, da questo spazio si possono raggiungere l'organo e il coro.
La chiesa conserva lo stendardo con il dipinto raffigurante San Rocco e i disciplini verdi opera del 1591 firmato e datato dall'artista Gian Paolo Cavagna.